# Ismael Valdés Vergara
Ismael Valdés Vergara (Santiago, 14 de julio de 1853-ibídem, 24 de noviembre de 1916) fue un abogado, bombero y político chileno.

## Familia
Hijo de Javier Valdés Aldunate y de Antonia Vergara Echevers, su segunda esposa, con quien tuvo diez hijos. Ismael Valdés Vergara fue el mayor de ellos.
Fue sobrino de José Francisco Vergara Echevers, hermano del diputado, ministro y presidente del senado Francisco Valdés Vergara, y primo de los diputados Diego Vergara Correa y José Bonifacio Vergara Correa, y del crítico literario, escritor, subsecretario de guerra y marina Pedro Nolasco Cruz Vergara.
Realizó sus estudios primarios en el Colegio San Ignacio. Posteriormente sus estudios secundarios los hizo en el Instituto Nacional. Estudió Leyes en la Universidad de Chile, graduándose de abogado en 1879, con 26 años de edad.

### Matrimonio e hijos
Ismael contrajo matrimonio en Santiago en 1879 con Leticia Alfonso del Barrio, con quien tuvo once hijos: Ismael, Arturo, Raúl, Benjamín, Víctor, María, Ester, Raquel, Renato, Alberto y César Valdés Alfonso. Cinco de sus hijos hombres fueron miembros de la Quinta Compañía de Bomberos de Santiago de Chile.

## Actividades privadas
También fue fundador, en 1888, del Club del Progreso, uno de los centros de intelectualidad más importantes de la época y de la Academia de Leyes. En 1889 es nombrado promotor fiscal en lo civil y de hacienda de Santiago.

### Fundación de la quinta compañía de bomberos

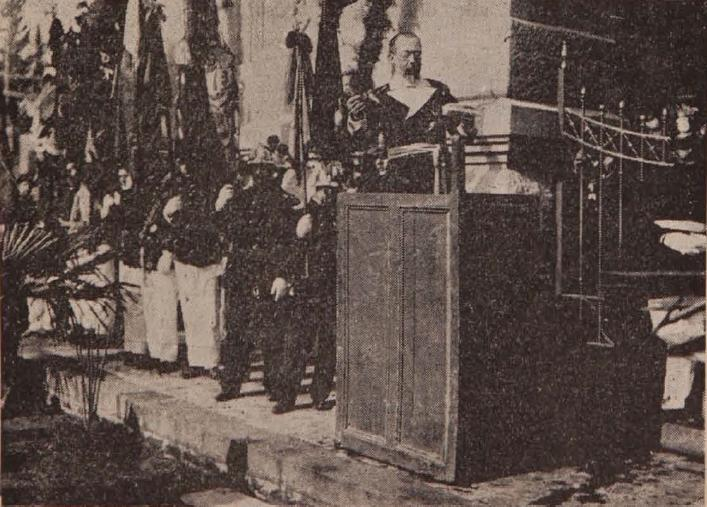
Ismael Valdés Vergara, como Superintendente de bomberos, durante un discurso en 1904.

En 1873, fue uno de los fundadores, junto a sus hermanos Francisco y Alberto, de la Quinta Compañía de Bomberos de Santiago. Fue Secretario General, Vicesuperintendente y Superintendente por 11 años del Cuerpo de bomberos y escribió la historia de éste.

## Revolución de 1891
Durante el gobierno de José Manuel Balmaceda formó parte del conglomerado El cuadrilátero, que estaba compuesto por radicales y liberales, que demandaba la libertad electoral, la independencia de los partidos políticos y la subordinación del poder ejecutivo al poder legislativo (Congreso Nacional).
En sus memorias recuerda que su hermano Enrique Valdés Vergara, propuso con anterioridad al 1 de enero de 1891, realizar un asalto al Palacio de la Moneda, para apoderarse del presidente y obligarlo a dimitir. La propuesta fue rechazada. Se acordó que se esperara hasta el último momento, para prestigiar el alzamiento, que finalmente ocurrió el 6 de enero de 1891.Formó parte del Estado Mayor del Ejército revolucionario.
Luego del fallecimiento de su hermano Enrique durante el Combate Naval de Caldera, ocurrido el 22 de abril de 1891, él es nombrado por la Junta de Iquique Secretario General de la Escuadra, el 15 de mayo de 1891.

## Carrera política

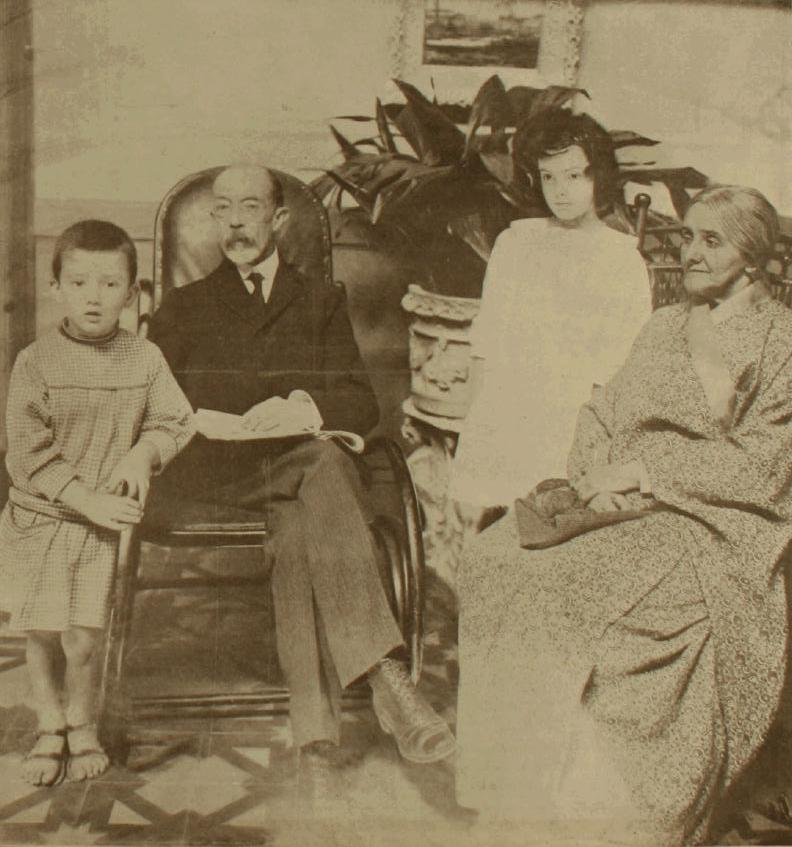
Ismael Valdés Vergara y familia (1915).

Fue elegido diputado por Santiago para el periodo 1903-1906 y el 1 de julio de 1903 fue suspendido y trabajó fuera de la cámara, como diputado presuntivo.
Durante el gobierno de consenso de Ramón Barros Luco se desempeñó como Ministro de Industria, Obras Públicas y Ferrocarriles, en el primer gabinete, que sólo duró entre el 23 de diciembre de 1910 y el 11 de enero de 1911. Este gabinete, el primero de 15, estaba formado únicamente por liberales "doctrinarios" y fue atacado por el parlamento para que se formase uno integrado por militantes de partidos que pudieran formar una mayoría parlamentaria. En 1912 patrocinó la anulación de las elecciones de Alcalde, por la gran cantidad de irregularidades ocurridas. Al año siguiente, en 1913 es elegido Alcalde de Santiago, cargo que ocupa hasta 1915 cuando se retira para recogerse a la vida privada. Resaltó por su correcta administración de la alcaldía. En 1915 dictó el primer reglamento para el tránsito de automóviles, puso censura para menores para la naciente filmografía y construyó calles.

## Obras
- El cuerpo de bomberos de Santiago 1863-1900